# Văliug, Caraș-Severin
Văliug (în germană Franzdorf; în maghiară Ferenczfalva) este satul de reședință al comunei cu același nume din județul Caraș-Severin, Banat, România.

## Personalități
- Miron Mănescu, senator, deputat
- Ștefan Pănescu (1881 - 1970), deputat în Marea Adunare Națională de la Alba Iulia 1918
- Petre Sava Băleanu, regizor de film

## Imagini

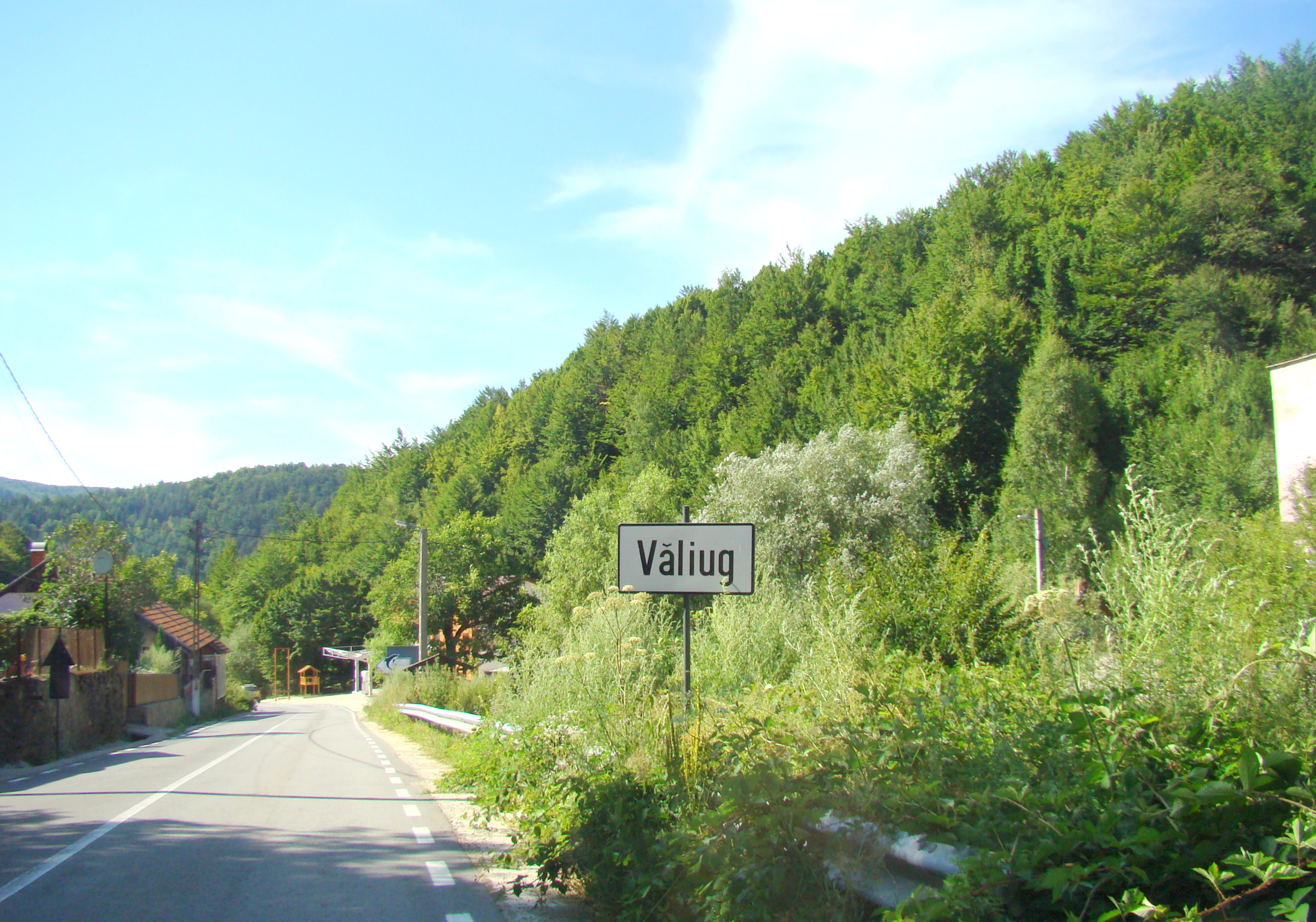
Intrarea în localitate
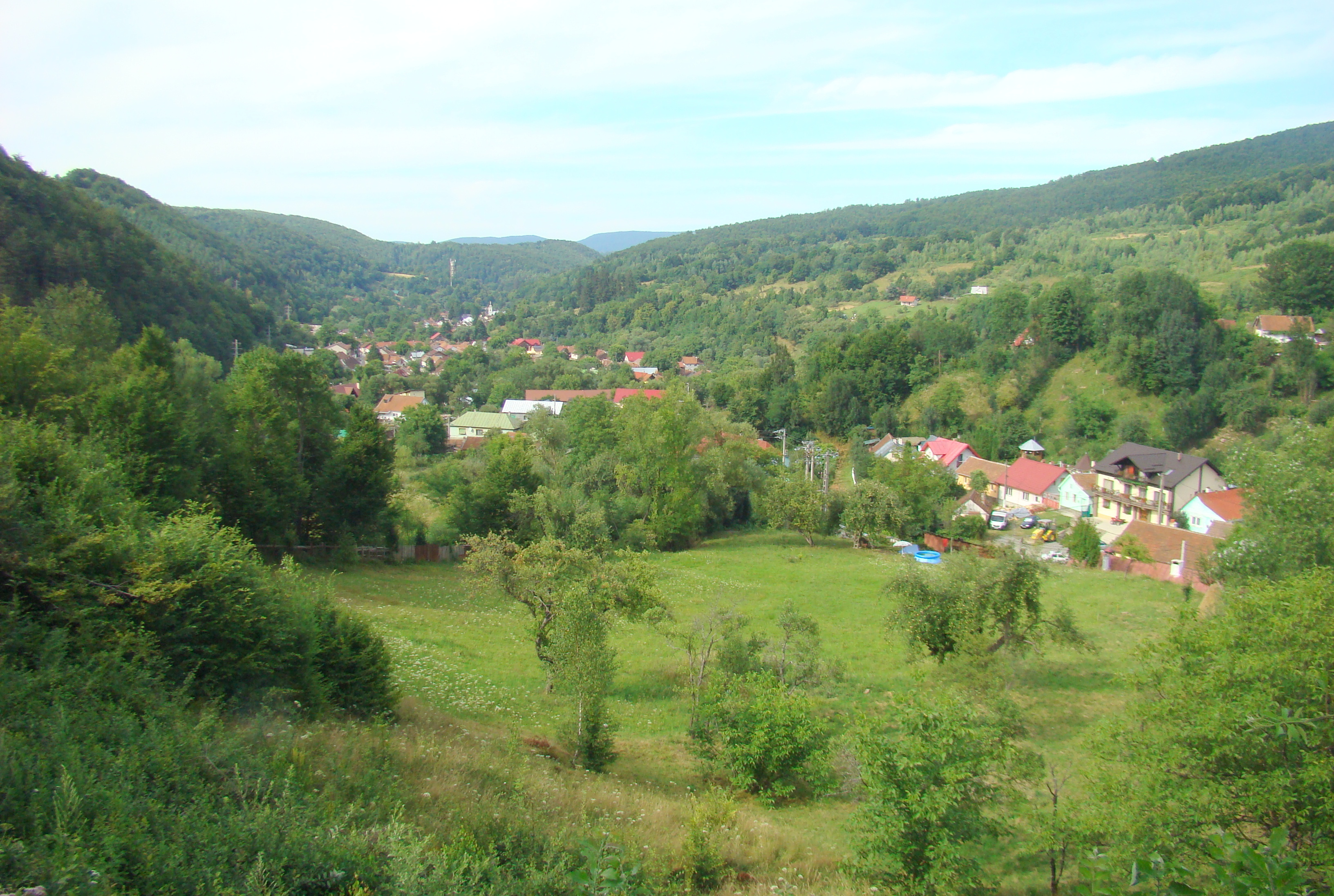